# 李致和
李致和（英語：Daniel Lee Chi Wo，1977年4月9日—）暱稱和仔、和爺，綽號「香港首席鐵人」，香港三項鐵人運動員、退役香港三項鐵人代表隊隊員及現任教練，於香港中文大學取得教育哲學博士學位。李致和代表過香港參加奧林匹克運動會、亞洲運動會及全國运動会等大賽，並且於多哈亞運鐵人三項比賽奪得銀牌。

## 簡歷
李致和於8歲時，在母親安排下接觸游泳。他在1990年畢業於中華基督教會元朗真光小學，及後升讀趙聿修紀念中學。
1992年，14歲的李致和在求學時期已經開始接受三項鐵人訓練，並且參與賽事，於次年被香港隊總教練露芙肯特提拔入選。
1996年，李致和入讀香港中文大學逸夫書院體育運動科學系，同時在香港體育學院接受訓練；於2000年畢業後，李致和成為全職運動員。隨後數年，他出席多項三項鐵人的公開賽事，屢創佳績，包括連續6屆贏得香港國際三項鐵人錦標賽男子精英組公開賽冠軍（1999年-2004年）及連續4屆贏得中國國際三項鐵人錦標賽男子精英組公開賽冠軍（2001年-2004年）。
2004年，李致和累積了足夠的奧運積分，取得代表香港出戰雅典奧運三項鐵人比賽的資格，成為首位參加奧運三鐵項目的香港運動員。最終，他在45名完成比賽的運動員中排第43位。
2006年，李致和代表中國香港出賽多哈亞運會鐵人三項比賽，取得一面銀牌；同年年尾與拍拖多年的女朋友結婚。於兩年後的北京奧運會，他代表中国香港參加男子三項鐵人項目，雖然總成績為第43名，惟在亞洲選手中排列第3。
2011年4月，李致和正式結束其職業運動員生涯，然而繼續以個人名義參與賽事；此外，返回母校香港中文大學兼職修讀教育碩士學位。其後，李致和在朋友介紹下，於一間具規模的單車店舖全職工作，同時於香港體育學院協助香港隊訓練，並且擔任香港中文大學體育運動科學系助理講師，負責舉辦工作坊及教授學校馬拉松隊。

## 個人榮譽
- 香港政府嘉獎

行政長官社區服務獎狀（2007年）
- 香港傑出運動員選舉

香港傑出運動員（2008年）

## 媒體演出

### 廣告
- 2007年：星晨錶
- 2008年：宏利人壽保險
- 2010年：鴻福堂

### 電視節目
- 2009年：《香港力量》（無綫電視）
- 2011年：《iFit@tv》（亞洲電視）
- 2016年：《挑戰1996》（ViuTV）第10集

## 軼事
李致和表示其偶像為黃金寶。

## 外部連結
- 李致和在国际奥林匹克委员会的资料
- 李致和簡介（香港體育學院三項鐵人部）（英文）
- 香港三項鐵人總會